# Cercavores de Radde
El cercavores de Radde(Prunella ocularis) és un ocell de la família dels prunèl·lids (Prunellidae). Es troba a l'Àsia sud-occidental.
El seu estat de conservació es considera de risc mínim.
El nom comú de Radde fa referència al naturalista i explorador alemany Gustav Radde (1831-1903).
Alguns autors consideren Prunella fagani part d'aquesta espècie.

## Morfologia
- Similar a la resta d'ocells de la seva família, fa uns 16 cm de llargària i 22 cm d'envergdura.
- Més fosc al dors que a la zona inferior, que està separada del cap, negre, per un collar blanc. Gran cella blanca.
- Sense dimorfisme sexual, té petites variacions estacionals.

## Hàbitat i distribució
Habita en zones amb arbusts a vessants rocallosos de muntanya, per sobre dels 2000 m. Des del centre i est de Turquia fins al sud de Rússia, Armènia i l'Iran.

## Alimentació
Cerca a terra petites llavors i insectes.

## Reproducció
Cria entre juny i agost, a petits arbusts. Fan un niu en forma de tassa on ponen 3-4 ous.